# 조원로 (서울)
조원로는 서울특별시 관악구 신림동 도림천 교차로입구부터 구로디지털단지역까지 이어지는 도로이다.

## 경유지
서울특별시
- 관악구

## 노선
- 구로디지털단지역(시흥대로) - 힐스테이트 뉴포레 -  서울조원초등학교 - 신사동주민센터 - 관악신사시장 - 도림천(관천로)

## 사진

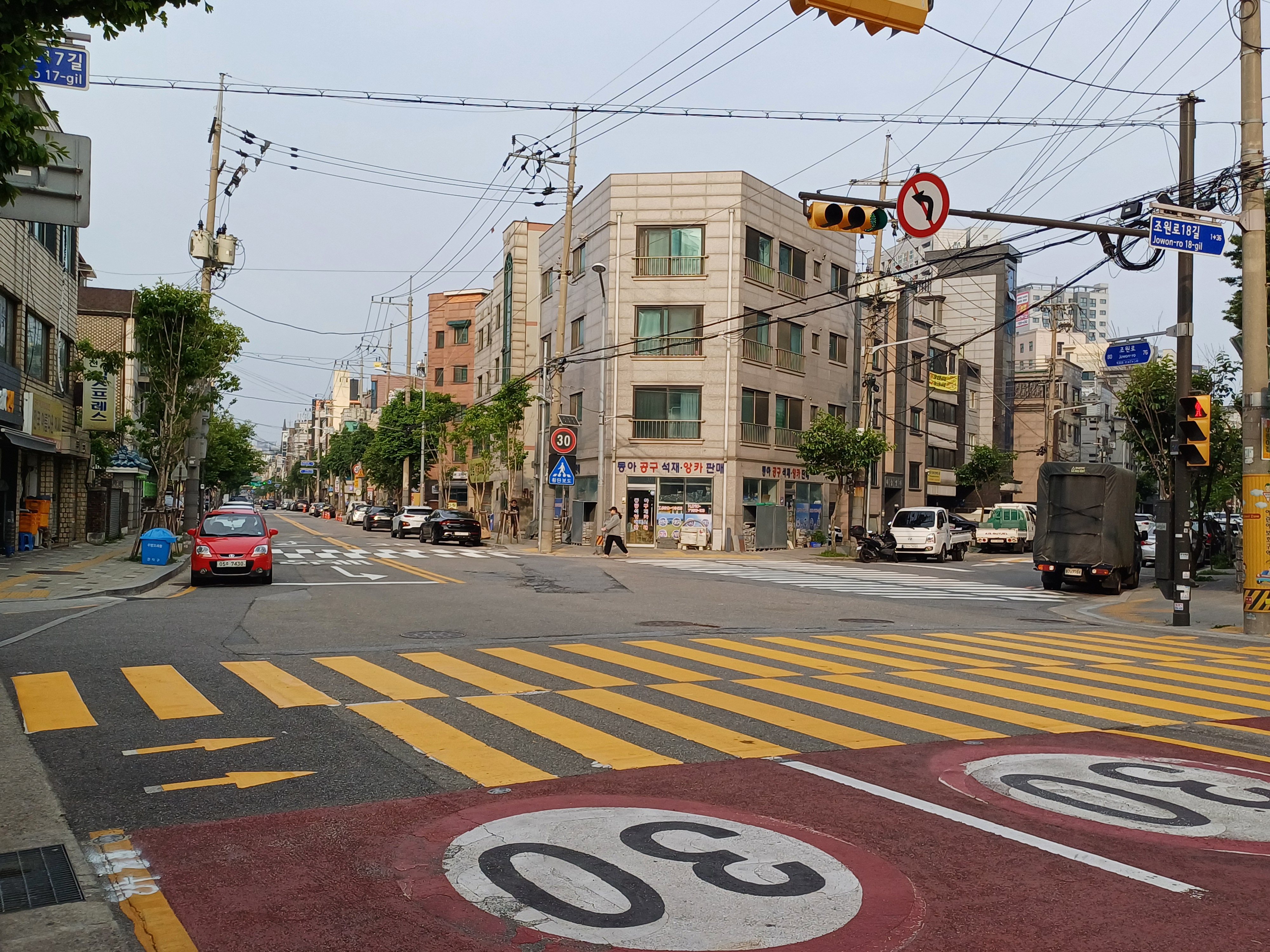
서울조원초등학교앞 조원로
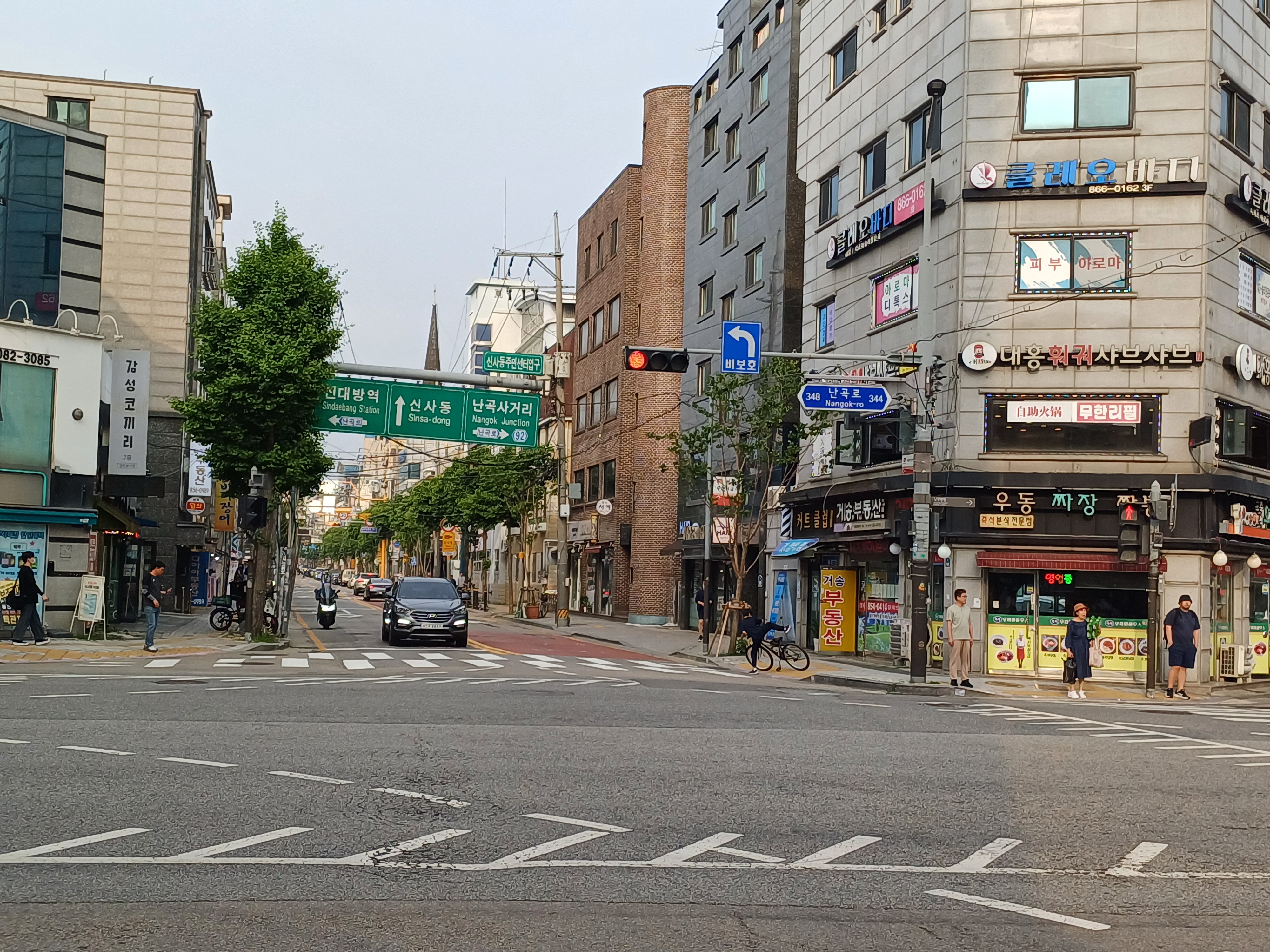
난곡로와 교차
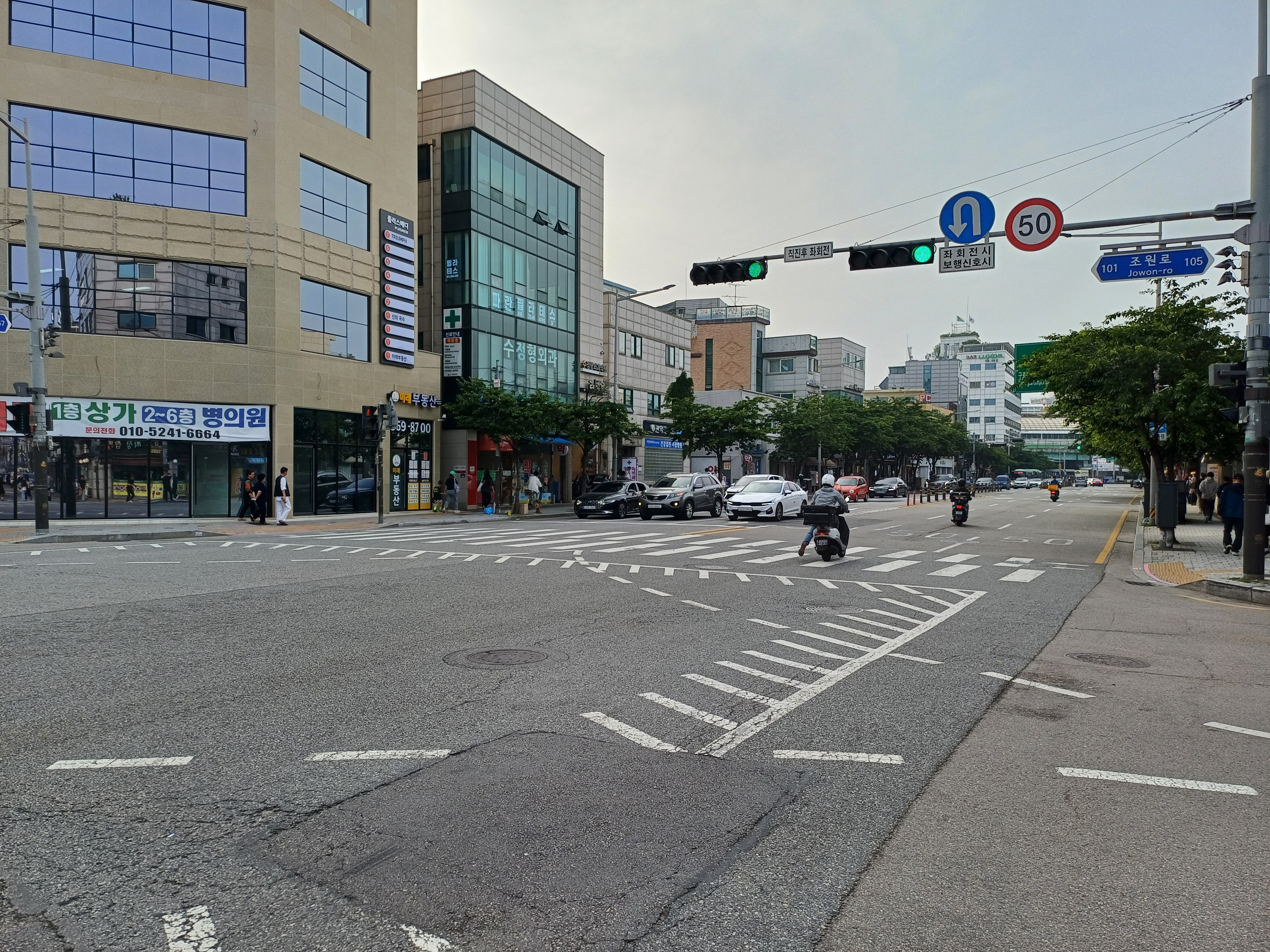
난곡로와 교차 2
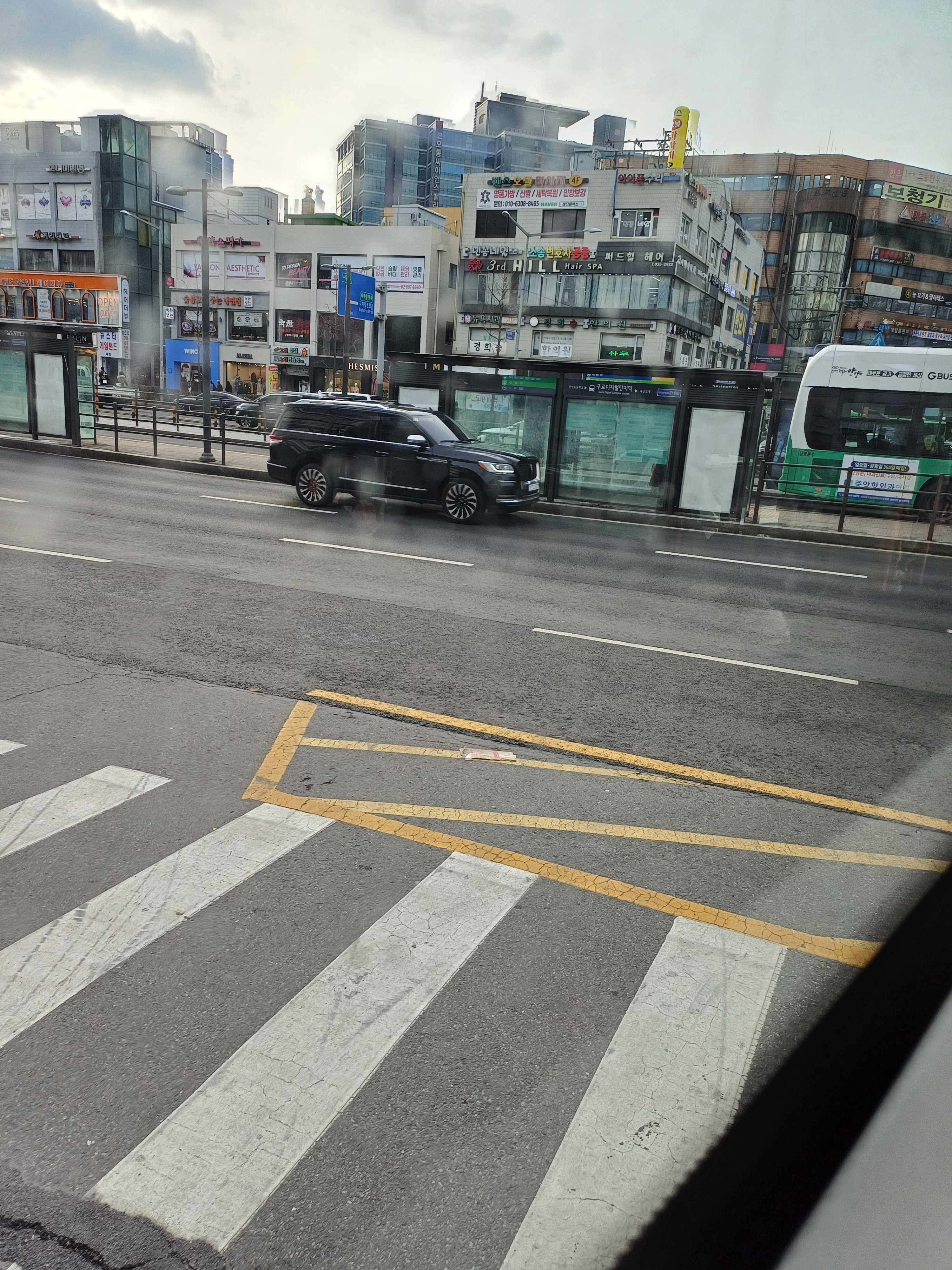
시흥대로 교차
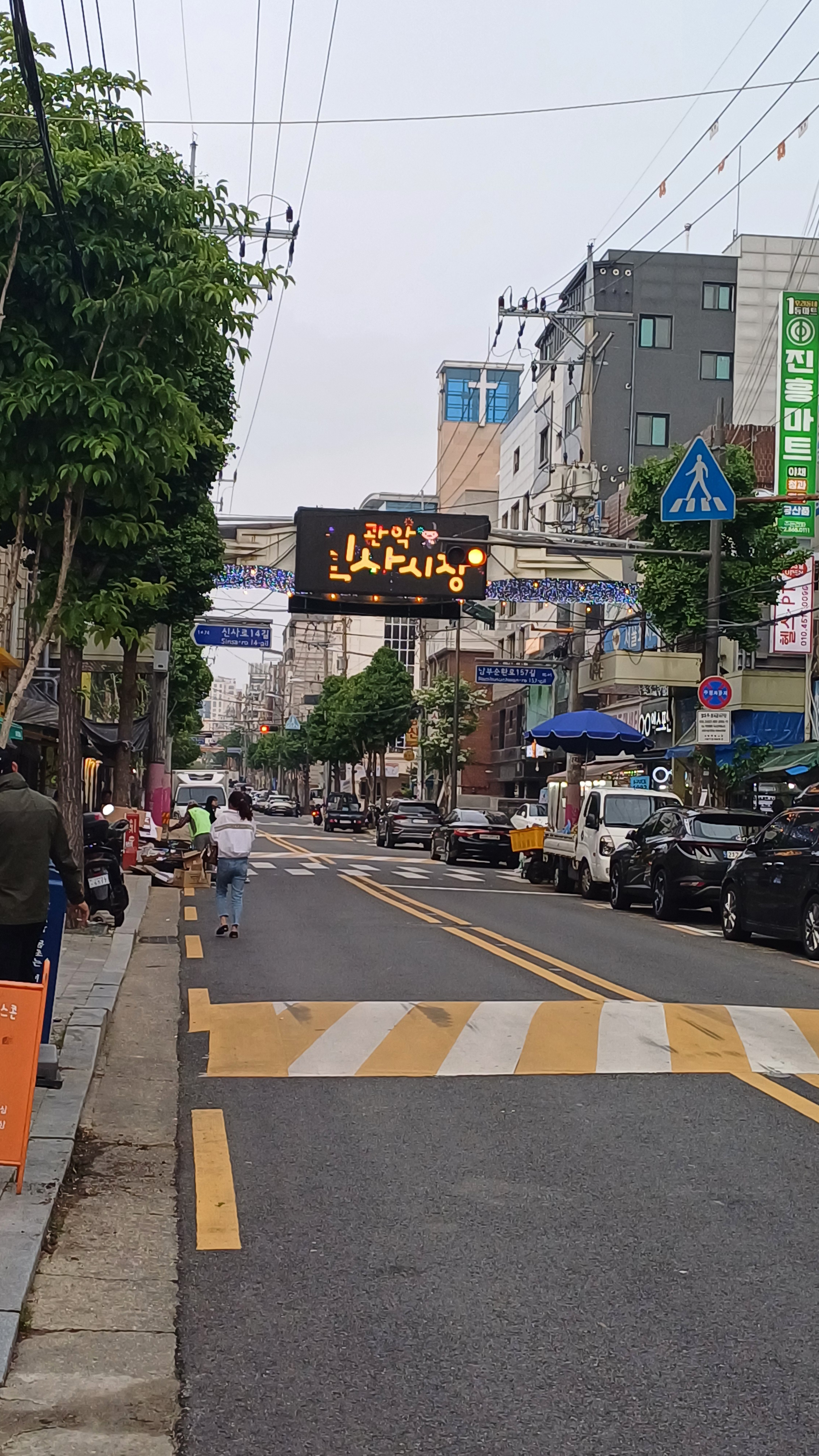
관악신사시장앞

## 같이 보기
- 난곡로
- 시흥대로
- 조원중앙로